# ELF 2024
Die ELF 2024 war die vierte Saison der European League of Football, einer professionalisierten Liga für American Football. An der Liga nahmen 17 Mannschaften aus neun europäischen Ländern teil. Die Saison startete Ende Mai 2024 und endete mit dem Finale, dem European League of Football Championship Game 2024 am 22. September 2024 in der Veltins-Arena in Gelsenkirchen. Dort konnte Rhein Fire seinen Titel aus dem Vorjahr verteidigen.
In dieser Saison spielten die Teams der ELF vermehrt in größeren Stadien. So trugen die Cologne Centurions vier Heimspiele im Tivoli Aachen mit einer Zuschauerkapazität von 32.000 aus, die Panthers Wroclaw spielten in der Tarczyński Arena mit einer Kapazität von 45.105 und die Munich Ravens im Max-Morlock-Stadion Nürnberg mit einer Kapazität von 44.308. Die Hamburg Sea Devils spielten nicht mehr im angestammten Stadion Hoheluft, sondern in verschiedenen größeren Fußballstadien in Norddeutschland, unter anderem wie bereits 2023 im Hamburger Volksparkstadion. Neben dem Bestreben der Liga, langfristig in größeren Arenen vertreten zu sein, war ein Grund auch die Fußball-Europameisterschaft 2024 in Deutschland, durch die mehrere ELF-Stadien belegt waren.

## Teilnehmer und Modus
| Sea Devils |

| Thunder |

| Galaxy |

| Centurions |

| Panthers |

| Surge |

| Vikings |

| Raiders |

| Fire |

| Enthroners |

| Seamen |

| Mercenaries |

| Ravens |

| Lions |

| Musketeers |

| Bravos |

| Dragons |

Am 2. Oktober 2023 bestätigte die Liga das Teilnehmerfeld mit 17 Mannschaften aus neun Nationen. Neu hinzugekommen sind die Madrid Bravos. Das Team aus der spanischen Hauptstadt wurde im Vorfeld der Saison 2023 wurde als weiterer Standort für die Saison 2024 vorgestellt. Die Leipzig Kings zogen sich am 10. Juli 2023 aus dem laufenden Spielbetrieb der Saison 2023 zurück und nehmen 2024 nicht teil. Die Madrid Bravos wurden der Western Conference zugeteilt, ansonsten blieb die Einteilung der regionalen Conferences unverändert. Am 5. April wurde bekannt gegeben, dass das einzige Team aus der Schweiz, die Helvetic Guards, durch ein neues Schweizer Team ersetzt wird. Dieses wurde kurz darauf als Helvetic Mercenaries vorgestellt. 
Wie im Vorjahr spielte jede Mannschaft jeweils zu Hause und Auswärts gegen jede andere Mannschaft in der Conference. Zusätzlich spielten die Mannschaften der Eastern Conference gegen zwei Mannschaften der anderen beiden Conferences jeweils zu Hause und Auswärts, sogenannte Interconference Games. Ausnahme war das einzige Interconference Games zwischen Western und Central Conference, das spanische Derby zwischen Barcelona Dragons und Madrid Bravos.
Für die Play-offs qualifizierten sich die drei Sieger der Conferences sowie die drei weiteren besten Mannschaften. Die Play-offs wurden im K.-o.-System in jeweils einem Spiel entschieden. Die beiden besseren Conference-Sieger qualifizierten sich dabei direkt für das Halbfinale und hatten dort Heimrecht. Der schlechteste Conference-Sieger sowie die beste weitere Mannschaft empfingen in der sogenannten Wild-Card-Runde die beiden weiteren Play-off-Teilnehmer. Die Sieger der Halbfinals standen sich am 22. September im ELF Championship Game in Gelsenkirchen gegenüber.
| Mannschaft           | Standort           | Stadion | Kapazität                                 | Head Coach                                           | Saison 2023 *      |
| Western Conference   | Western Conference | Western Conference | Western Conference                        | Western Conference                                   | Western Conference |
| -------------------- | ------------------ | --- | ----------------------------------------- | ---------------------------------------------------- | ------------------ |
| Cologne Centurions   | Köln               | Tivoli, Aachen (4 Spiele) Südstadion, Köln (2 Spiele) | 32.000 11.748                             | Gregg Brandon (bis 11. Juli 2024) Jag Bal            | 4-8                |
| Frankfurt Galaxy     | Frankfurt am Main  | PSD Bank Arena (5 Spiele) Stadion am Bieberer Berg, Offenbach (1 Spiel) | 12.542 20.500                             | Thomas Kösling                                       | 10-2, Halbfinale   |
| Hamburg Sea Devils   | Hamburg            | Volksparkstadion (1 Spiel) Heinz-von-Heiden-Arena, Hannover (1 Spiele) Weserstadion, Bremen (1 Spiel) Stadion an der Lohmühle, Lübeck (1 Spiel) Eilenriedestadion, Hannover (1 Spiel) Stadion Šubićevac, Šibenik (1 Spiel) | 57.000 49.200 42.100 10.434 02.500 08.000 | Matt Johnson                                         | 4-8                |
| Madrid Bravos        | Madrid             | Estadio Vallehermoso | 10.000                                    | Rip Scherer                                          | –                  |
| Paris Musketeers     | Paris              | Stade Jean-Bouin (6 Spiele) Stade du Hainaut, Valenciennes (1 Playoff-Spiel) | 20.000 24.926                             | Marc Mattioli                                        | 6-6                |
| Rhein Fire           | Düsseldorf         | Schauinsland-Reisen-Arena, Duisburg (6 Spiele) Stadion Niederrhein, Oberhausen (1 Spiel) | 31.500 17.165                             | Jim Tomsula                                          | 12-0, Meister      |
| Central Conference   |                    | |                                           |                                                      |                    |
| Barcelona Dragons    | Barcelona          | Estadi Municipal de Badalona | 04.170                                    | David Shelton (bis 5. Juli 2024) Óscar Calatayud     | 2-10               |
| Helvetic Mercenaries | Zürich             | Sportzentrum Kleinfeld, Kriens (5 Spiele) Stadion Brühl, Grenchen (1 Spiel) | 03.500 15.100                             | Val Gunn (bis 11. Juli 2024) Bryan Billy             | –                  |
| Milano Seamen        | Mailand            | Velodromo Maspes-Vigorelli | 07.500                                    | Jim Ward                                             | 2-10               |
| Munich Ravens        | München            | Sportpark Unterhaching (5 Spiele) Max-Morlock-Stadion Nürnberg (1 Spiel) | 15.053 44.308                             | Kendral Ellison                                      | 7-5                |
| Raiders Tirol        | Innsbruck          | Tivoli Stadion Tirol | 17.400                                    | Jim Herrmann                                         | 8–4                |
| Stuttgart Surge      | Stuttgart          | Gazi-Stadion auf der Waldau (4 Spiele) Stadion an der Kreuzeiche, Reutlingen (2 Spiele) PreZero Arena, Sinsheim (1 Spiel)                                                                                                  | 11.408 15.228 30.150                      | Jordan Neuman                                        | 10-2, Finale       |
| Eastern Conference   |                    | |                                           |                                                      |                    |
| Berlin Thunder       | Berlin             | Friedrich-Ludwig-Jahn-Sportpark | 19.708                                    | Johnny Schmuck                                       | 8-4, Wild Card     |
| Fehérvár Enthroners  | Székesfehérvár     | First Field | 04.000                                    | Joe Ashfield                                         | 3-9                |
| Panthers Wrocław     | Breslau            | Olympiastadion Breslau (5 Spiele) Tarczyński Arena (1 Spiel) | 11.000 45.105                             | Dave Christensen (bis 4. Juli 2024) Craig Kuligowski | 8-4, Wild Card     |
| Prague Lions         | Prag               | Stadion FK Viktoria Žižkov (1 Spiel) Atletický stadion Slavia Praha (4 Spiele) Městský stadion, Ústí nad Labem (1 Spiel)                                                                                                   | 05.600 03.000 04.000                      | Dan Disch                                            | 1-11               |
| Vienna Vikings       | Wien               | Ergo Arena, Wiener Neustadt (4 Spiele) Generali Arena (3 Spiele) | 04.000 15.014                             | Chris Calaycay                                       | 12-0, Halbfinale   |

## Übertragungen
In Deutschland überträgt Pro7Maxx im Rahmen eines bis 2026 laufenden Vertrags wöchentlich zwei Spiele der ELF. Finale und Halbfinale werden auf dem Hauptsender ProSieben übertragen. Dazu kommen wöchentliche Übertragungen auf ran.de, sowie einzelne Spiele auf More Than Sports TV.
In Österreich überträgt wie bereits 2022 Puls 24 sowie Joyn.at per Stream. Schon während der Saison entschied sich ORF auch drei Spiele zu übertragen. Medienpartner in der Schweiz ist CH Media mit dem Fernsehsender TV24.
In Frankreich überträgt beIN Sports die Spiele der Paris Musketeers. In Polen überträgt weiterhin Polsat. In Tschechien und der Slowakei ist wie im letzten Jahr O2 TV Medienpartner.

## Reguläre Saison

### Übersicht
| ↓ Heim / Auswärts →  | Western Conference | Western Conference | Western Conference | Western Conference | Western Conference | Western Conference | Central Conference | Central Conference | Central Conference | Central Conference | Central Conference | Central Conference | Eastern Conference | Eastern Conference | Eastern Conference | Eastern Conference | Eastern Conference |
| ↓ Heim / Auswärts →  | CCE                | FGY                | HSD                | MAD                | PAR                | RHF                | BDR                | HVM                | MIL                | MUC                | RAI                | SRG                | BTH                | ENT                | WPA                | PRG                | VIK                |
| -------------------- | ------------------ | ------------------ | ------------------ | ------------------ | ------------------ | ------------------ | ------------------ | ------------------ | ------------------ | ------------------ | ------------------ | ------------------ | ------------------ | ------------------ | ------------------ | ------------------ | ------------------ |
| Cologne Centurions   | •                  | 43:37              | 32:25              | 24:35              | 07:57              | 12:42              | •                  | •                  | •                  | •                  | •                  | •                  | •                  | 35:10              | •                  | •                  | •                  |
| Frankfurt Galaxy     | 28:35              | •                  | 24:18              | 37:20              | 10:44              | 20:31              | •                  | •                  | •                  | •                  | •                  | •                  | •                  | •                  | 20:10              | •                  | •                  |
| Hamburg Sea Devils   | 23:30              | 23:40              | •                  | 13:63              | 14:41              | 23:61              | •                  | •                  | •                  | •                  | •                  | •                  | •                  | •                  | •                  | 27:17              | •                  |
| Madrid Bravos        | 37:00              | 46:15              | 52:90              | •                  | 13:29              | 15:40              | 42:12              | •                  | •                  | •                  | •                  | •                  | •                  | •                  | •                  | •                  | •                  |
| Paris Musketeers     | 60:25              | 25:22              | 41:18              | 15:12 *            | •                  | 14:19              | •                  | •                  | •                  | •                  | •                  | •                  | 35:27              | •                  | •                  | •                  | •                  |
| Rhein Fire           | 62:90              | 48:13              | 51:20              | 10:22              | 38:60              | •                  | •                  | •                  | •                  | •                  | •                  | •                  | 47:14              | •                  | •                  | •                  | •                  |
| Barcelona Dragons    | •                  | •                  | •                  | 00:54              | •                  | •                  | •                  | 14:12              | 18:27              | 00:54              | 07:63              | 07:71              | •                  | •                  | •                  | •                  | •                  |
| Helvetic Mercenaries | •                  | •                  | •                  | •                  | •                  | •                  | 19:23              | •                  | 16:10              | 13:38              | 10:33              | 07:61              | •                  | •                  | •                  | •                  | 03:49              |
| Milano Seamen        | •                  | •                  | •                  | •                  | •                  | •                  | 57:36              | 14:70              | •                  | 07:47              | 00:32              | 18:51              | •                  | 19:14              | •                  | •                  | •                  |
| Munich Ravens        | •                  | •                  | •                  | •                  | •                  | •                  | 90:00              | 55:23              | 69:30              | •                  | 30:30              | 22:38              | •                  | •                  | •                  | 51:70              | •                  |
| Raiders Tirol        | •                  | •                  | •                  | •                  | •                  | •                  | 32:00              | 42:28              | 30:00              | 29:26              | •                  | 25:30              | •                  | •                  | •                  | •                  | 19:27              |
| Stuttgart Surge      | •                  | •                  | •                  | •                  | •                  | •                  | 56:00              | 50:70              | 55:90              | 27:50              | 42:45              | •                  | •                  | •                  | 40:00              | •                  | •                  |
| Berlin Thunder       | •                  | •                  | •                  | •                  | 37:40              | 24:27              | •                  | •                  | •                  | •                  | •                  | •                  | •                  | 43:30              | 36:34 *            | 48:17              | 09:34              |
| Fehérvár Enthroners  | 28:57              | •                  | •                  | •                  | •                  | •                  | •                  | •                  | 27:17              | •                  | •                  | •                  | 00:47              | •                  | 12:44              | 06:90              | 18:43              |
| Panthers Wrocław     | •                  | 54:19              | •                  | •                  | •                  | •                  | •                  | •                  | •                  | •                  | •                  | 34:44              | 49:39              | 62:12              | •                  | 14:30              | 13:16              |
| Prague Lions         | •                  | •                  | 21:31              | •                  | •                  | •                  | •                  | •                  | •                  | 14:47              | •                  | •                  | 07:34              | 06:38              | 07:17              | •                  | 03:42              |
| Vienna Vikings       | •                  | •                  | •                  | •                  | •                  | •                  | •                  | 49:40              | •                  | •                  | 27:60              | •                  | 25:20              | 46:00              | 37:25              | 62:23              | •                  |

### Spielplan
Der Spielplan wurde am 16. Januar 2024 veröffentlicht. Die Liga begann erstmals bereits im Mai. Es gab keine generelle Bye-Week, also ein für alle spielfreies Wochenende, während der regulären Saison. Stattdessen wurde wie bereits 2021 und 2022 vor dem Finale ein spielfreies Wochenende eingelegt.
| Woche 1      | Woche 1   | Woche 1                                           | Woche 1                                           | Woche 1                                           | Woche 1                                           |
| Datum        | Conf.     | Stadion                                           | Heimteam                                          | Erg.                                              | Auswärtsteam                                      |
| ------------ | --------- | ------------------------------------------------- | ------------------------------------------------- | ------------------------------------------------- | ------------------------------------------------- |
| 25. Mai 2024 | Central   | Stadion Brühl, Grenchen                           | Helvetic Mercenaries                              | 19:23                                             | Barcelona Dragons                                 |
| 25. Mai 2024 | Central   | Velodromo Maspes-Vigorelli, Mailand               | Milano Seamen                                     | 00:32                                             | Raiders Tirol                                     |
| 25. Mai 2024 | Eastern   | First Field, Székesfehervar                       | Fehervar Enthroners                               | 18:43                                             | Vienna Vikings                                    |
| 26. Mai 2024 | Western   | Tivoli, Aachen                                    | Cologne Centurions                                | 12:42                                             | Rhein Fire                                        |
| 26. Mai 2024 | Central   | PreZero Arena, Sinsheim                           | Stuttgart Surge                                   | 27:50                                             | Munich Ravens                                     |
| 26. Mai 2024 | Eastern   | Tarczyński Arena, Wrocław                         | Panthers Wroclaw                                  | 49:39                                             | Berlin Thunder                                    |
| 26. Mai 2024 | IC        | Stadion FK Viktoria Žižkov, Prag                  | Prague Lions                                      | 21:31                                             | Hamburg Sea Devils                                |
| Spielfrei    | Spielfrei | Frankfurt Galaxy, Madrid Bravos, Paris Musketeers | Frankfurt Galaxy, Madrid Bravos, Paris Musketeers | Frankfurt Galaxy, Madrid Bravos, Paris Musketeers | Frankfurt Galaxy, Madrid Bravos, Paris Musketeers |

| Woche 2      | Woche 2   | Woche 2                                 | Woche 2              | Woche 2              | Woche 2              |
| Datum        | Conf.     | Stadion                                 | Heimteam             | Erg.                 | Auswärtsteam         |
| ------------ | --------- | --------------------------------------- | -------------------- | -------------------- | -------------------- |
| 1. Juni 2024 | Central   | Velodromo Maspes-Vigorelli, Mailand     | Milano Seamen        | 07:47                | Munich Ravens        |
| 1. Juni 2024 | IC        | Estadio Vallehermoso, Madrid            | Madrid Bravos        | 42:12                | Barcelona Dragons    |
| 1. Juni 2024 | IC        | Stadion Olimpijski, Wrocław             | Panthers Wroclaw     | 34:44                | Stuttgart Surge      |
| 1. Juni 2024 | IC        | Generali Arena, Wien                    | Vienna Vikings       | 27:60                | Raiders Tirol        |
| 2. Juni 2024 | Western   | Weserstadion, Bremen                    | Hamburg Sea Devils   | 14:41                | Paris Musketeers     |
| 2. Juni 2024 | Western   | Stadion am Bieberer Berg, Offenbach     | Frankfurt Galaxy     | 20:31                | Rhein Fire           |
| 2. Juni 2024 | Eastern   | Friedrich-Ludwig-Jahn-Sportpark, Berlin | Berlin Thunder       | 48:17                | Prague Lions         |
| 2. Juni 2024 | IC        | Tivoli, Aachen                          | Cologne Centurions   | 35:10                | Fehervar Enthroners  |
| Spielfrei    | Spielfrei | Helvetic Mercenaries                    | Helvetic Mercenaries | Helvetic Mercenaries | Helvetic Mercenaries |

| Woche 3      | Woche 3   | Woche 3                                                 | Woche 3                                                 | Woche 3                                                 | Woche 3                                                 |
| Datum        | Conf.     | Stadion                                                 | Heimteam                                                | Erg.                                                    | Auswärtsteam                                            |
| ------------ | --------- | ------------------------------------------------------- | ------------------------------------------------------- | ------------------------------------------------------- | ------------------------------------------------------- |
| 8. Juni 2024 | Western   | Stadion Niederrhein, Oberhausen                         | Rhein Fire                                              | 10:22                                                   | Madrid Bravos                                           |
| 8. Juni 2024 | Central   | Estadi Municipal de Badalona                            | Barcelona Dragons                                       | 07:63                                                   | Raiders Tirol                                           |
| 8. Juni 2024 | Central   | Velodromo Maspes-Vigorelli, Mailand                     | Milano Seamen                                           | 14:70                                                   | Helvetic Mercenaries                                    |
| 9. Juni 2024 | Western   | Stade Jean-Bouin, Paris                                 | Paris Musketeers                                        | 25:22                                                   | Frankfurt Galaxy                                        |
| 9. Juni 2024 | Eastern   | Friedrich-Ludwig-Jahn-Sportpark, Berlin                 | Berlin Thunder                                          | 43:30                                                   | Fehervar Enthroners                                     |
| 9. Juni 2024 | Eastern   | Stadion Olimpijski, Wrocław                             | Panthers Wroclaw                                        | 13:16                                                   | Vienna Vikings                                          |
| 9. Juni 2024 | IC        | Uhlsport Park, Unterhaching                             | Munich Ravens                                           | 51:70                                                   | Prague Lions                                            |
| Spielfrei    | Spielfrei | Cologne Centurions, Hamburg Sea Devils, Stuttgart Surge | Cologne Centurions, Hamburg Sea Devils, Stuttgart Surge | Cologne Centurions, Hamburg Sea Devils, Stuttgart Surge | Cologne Centurions, Hamburg Sea Devils, Stuttgart Surge |

| Woche 4       | Woche 4   | Woche 4                               | Woche 4             | Woche 4             | Woche 4              |
| Datum         | Conf.     | Stadion                               | Heimteam            | Erg.                | Auswärtsteam         |
| ------------- | --------- | ------------------------------------- | ------------------- | ------------------- | -------------------- |
| 15. Juni 2024 | Western   | Stade Jean-Bouin, Paris               | Paris Musketeers    | 14:19               | Rhein Fire           |
| 15. Juni 2024 | Western   | Tivoli, Aachen                        | Cologne Centurions  | 24:35               | Madrid Bravos        |
| 15. Juni 2024 | Central   | Estadi Municipal de Badalona          | Barcelona Dragons   | 14:12               | Helvetic Mercenaries |
| 15. Juni 2024 | Eastern   | Generali Arena, Wien                  | Vienna Vikings      | 25:20               | Berlin Thunder       |
| 16. Juni 2024 | Central   | Tivoli Stadion Tirol, Innsbruck       | Raiders Tirol       | 29:26               | Munich Ravens        |
| 16. Juni 2024 | Central   | Stadion an der Kreuzeiche, Reutlingen | Stuttgart Surge     | 55:90               | Milano Seamen        |
| 16. Juni 2024 | IC        | PSD Bank Arena, Frankfurt             | Frankfurt Galaxy    | 20:10               | Panthers Wroclaw     |
| 16. Juni 2024 | IC        | Stadion an der Lohmühle, Lübeck       | Hamburg Sea Devils  | 27:17               | Prague Lions         |
| Spielfrei     | Spielfrei | Fehérvár Enthroners                   | Fehérvár Enthroners | Fehérvár Enthroners | Fehérvár Enthroners  |

| Woche 5       | Woche 5   | Woche 5                                                                                   | Woche 5                                                                                   | Woche 5                                                                                   | Woche 5                                                                                   |
| Datum         | Conf.     | Stadion                                                                                   | Heimteam                                                                                  | Erg.                                                                                      | Auswärtsteam                                                                              |
| ------------- | --------- | ----------------------------------------------------------------------------------------- | ----------------------------------------------------------------------------------------- | ----------------------------------------------------------------------------------------- | ----------------------------------------------------------------------------------------- |
| 22. Juni 2024 | Central   | Estadi Municipal de Badalona                                                              | Barcelona Dragons                                                                         | 18:27                                                                                     | Milano Seamen                                                                             |
| 22. Juni 2024 | Central   | Sportzentrum Kleinfeld, Kriens                                                            | Helvetic Mercenaries                                                                      | 10:33                                                                                     | Raiders Tirol                                                                             |
| 22. Juni 2024 | Central   | Max-Morlock-Stadion, Nürnberg                                                             | Munich Ravens                                                                             | 22:38                                                                                     | Stuttgart Surge                                                                           |
| 23. Juni 2024 | Eastern   | Atletický stadion Slavia Praha, Prag                                                      | Prague Lions                                                                              | 03:42                                                                                     | Vienna Vikings                                                                            |
| 23. Juni 2024 | Eastern   | First Field, Székesfehervar                                                               | Fehervar Enthroners                                                                       | 12:44                                                                                     | Panthers Wroclaw                                                                          |
| 23. Juni 2024 | IC        | Friedrich-Ludwig-Jahn-Sportpark, Berlin                                                   | Berlin Thunder                                                                            | 24:27                                                                                     | Rhein Fire                                                                                |
| Spielfrei     | Spielfrei | Cologne Centurions, Frankfurt Galaxy, Hamburg Sea Devils, Madrid Bravos, Paris Musketeers | Cologne Centurions, Frankfurt Galaxy, Hamburg Sea Devils, Madrid Bravos, Paris Musketeers | Cologne Centurions, Frankfurt Galaxy, Hamburg Sea Devils, Madrid Bravos, Paris Musketeers | Cologne Centurions, Frankfurt Galaxy, Hamburg Sea Devils, Madrid Bravos, Paris Musketeers |

| Woche 6       | Woche 6   | Woche 6                               | Woche 6          | Woche 6       | Woche 6              |
| Datum         | Conf.     | Stadion                               | Heimteam         | Erg.          | Auswärtsteam         |
| ------------- | --------- | ------------------------------------- | ---------------- | ------------- | -------------------- |
| 29. Juni 2024 | Central   | Tivoli Stadion Tirol, Innsbruck       | Raiders Tirol    | 32:00         | Barcelona Dragons    |
| 29. Juni 2024 | Eastern   | Ergo Arena, Wr. Neustadt              | Vienna Vikings   | 37:25         | Panthers Wroclaw     |
| 29. Juni 2024 | Western   | Estadio Vallehermoso, Madrid          | Madrid Bravos    | 15:40         | Rhein Fire           |
| 29. Juni 2024 | IC        | Velodromo Maspes-Vigorelli, Mailand   | Milano Seamen    | 19:14         | Fehervar Enthroners  |
| 30. Juni 2024 | Central   | Stadion an der Kreuzeiche, Reutlingen | Stuttgart Surge  | 50:70         | Helvetic Mercenaries |
| 30. Juni 2024 | Western   | Stade Jean-Bouin, Paris               | Paris Musketeers | 60:25         | Cologne Centurions   |
| 30. Juni 2024 | Western   | PSD Bank Arena, Frankfurt             | Frankfurt Galaxy | 24:18         | Hamburg Sea Devils   |
| 30. Juni 2024 | Eastern   | Městský stadion, Ústí nad Labem       | Prague Lions     | 07:34         | Berlin Thunder       |
| Spielfrei     | Spielfrei | Munich Ravens                         | Munich Ravens    | Munich Ravens | Munich Ravens        |

| Woche 7      | Woche 7   | Woche 7                             | Woche 7              | Woche 7         | Woche 7            |
| Datum        | Conf.     | Stadion                             | Heimteam             | Erg.            | Auswärtsteam       |
| ------------ | --------- | ----------------------------------- | -------------------- | --------------- | ------------------ |
| 6. Juli 2024 | IC        | Tivoli Stadion Tirol, Innsbruck     | Raiders Tirol        | 19:27           | Vienna Vikings     |
| 6. Juli 2024 | Central   | Estadi Municipal de Badalona        | Barcelona Dragons    | 00:54           | Munich Ravens      |
| 6. Juli 2024 | Central   | Sportzentrum Kleinfeld, Kriens      | Helvetic Mercenaries | 16:10           | Milano Seamen      |
| 6. Juli 2024 | Western   | Estadio Vallehermoso, Madrid        | Madrid Bravos        | 46:15           | Frankfurt Galaxy   |
| 7. Juli 2024 | Eastern   | First Field, Székesfehervar         | Fehervar Enthroners  | 00:47           | Berlin Thunder     |
| 7. Juli 2024 | Eastern   | Stadion Olimpijski, Wrocław         | Panthers Wroclaw     | 14:30           | Prague Lions       |
| 7. Juli 2024 | Western   | Stade Jean-Bouin, Paris             | Paris Musketeers     | 41:18           | Hamburg Sea Devils |
| 7. Juli 2024 | Western   | Schauinsland-Reisen-Arena, Duisburg | Rhein Fire           | 62:90           | Cologne Centurions |
| Spielfrei    | Spielfrei | Stuttgart Surge                     | Stuttgart Surge      | Stuttgart Surge | Stuttgart Surge    |

| Woche 8       | Woche 8   | Woche 8                                        | Woche 8                                        | Woche 8                                        | Woche 8                                        |
| Datum         | Conf.     | Stadion                                        | Heimteam                                       | Erg.                                           | Auswärtsteam                                   |
| ------------- | --------- | ---------------------------------------------- | ---------------------------------------------- | ---------------------------------------------- | ---------------------------------------------- |
| 13. Juli 2024 | Eastern   | Atletický stadion Slavia Praha, Prag           | Prague Lions                                   | 06:38                                          | Fehervar Enthroners                            |
| 13. Juli 2024 | IC        | Ergo Arena, Wr. Neustadt                       | Vienna Vikings                                 | 49:40                                          | Helvetic Mercenaries                           |
| 13. Juli 2024 | IC        | Estadi Municipal de Badalona                   | Barcelona Dragons                              | 00:54                                          | Madrid Bravos                                  |
| 13. Juli 2024 | Western   | PSD Bank Arena, Frankfurt                      | Frankfurt Galaxy                               | 28:35                                          | Cologne Centurions                             |
| 14. Juli 2024 | IC        | Stade Jean-Bouin, Paris                        | Paris Musketeers                               | 35:27                                          | Berlin Thunder                                 |
| 14. Juli 2024 | Central   | Tivoli Stadion Tirol, Innsbruck                | Raiders Tirol                                  | 25:30                                          | Stuttgart Surge                                |
| 14. Juli 2024 | Western   | Volksparkstadion, Hamburg                      | Hamburg Sea Devils                             | 23:61                                          | Rhein Fire                                     |
| Spielfrei     | Spielfrei | Milano Seamen, Munich Ravens, Panthers Wroclaw | Milano Seamen, Munich Ravens, Panthers Wroclaw | Milano Seamen, Munich Ravens, Panthers Wroclaw | Milano Seamen, Munich Ravens, Panthers Wroclaw |

| Woche 9       | Woche 9   | Woche 9                                        | Woche 9                                        | Woche 9                                        | Woche 9                                        |
| Datum         | Conf.     | Stadion                                        | Heimteam                                       | Erg.                                           | Auswärtsteam                                   |
| ------------- | --------- | ---------------------------------------------- | ---------------------------------------------- | ---------------------------------------------- | ---------------------------------------------- |
| 20. Juli 2024 | IC        | First Field, Székesfehervar                    | Fehervar Enthroners                            | 27:17                                          | Milano Seamen                                  |
| 21. Juli 2024 | Central   | Uhlsport Park, Unterhaching                    | Munich Ravens                                  | 55:23                                          | Helvetic Mercenaries                           |
| 21. Juli 2024 | Eastern   | Friedrich-Ludwig-Jahn-Sportpark, Berlin        | Berlin Thunder                                 | 09:34                                          | Vienna Vikings                                 |
| 21. Juli 2024 | IC        | Gazi-Stadion auf der Waldau, Stuttgart         | Stuttgart Surge                                | 40:00                                          | Panthers Wroclaw                               |
| 21. Juli 2024 | Western   | Estadio Vallehermoso, Madrid                   | Madrid Bravos                                  | 13:29                                          | Paris Musketeers                               |
| 21. Juli 2024 | Western   | Schauinsland-Reisen-Arena, Duisburg            | Rhein Fire                                     | 48:13                                          | Frankfurt Galaxy                               |
| 21. Juli 2024 | Western   | Tivoli Stadion, Aachen                         | Cologne Centurions                             | 32:25                                          | Hamburg Sea Devils                             |
| Spielfrei     | Spielfrei | Barcelona Dragons, Prague Lions, Raiders Tirol | Barcelona Dragons, Prague Lions, Raiders Tirol | Barcelona Dragons, Prague Lions, Raiders Tirol | Barcelona Dragons, Prague Lions, Raiders Tirol |

| Woche 10      | Woche 10  | Woche 10                            | Woche 10           | Woche 10       | Woche 10             |
| Datum         | Conf.     | Stadion                             | Heimteam           | Erg.           | Auswärtsteam         |
| ------------- | --------- | ----------------------------------- | ------------------ | -------------- | -------------------- |
| 27. Juli 2024 | Eastern   | Stadion Olimpijski, Wrocław         | Panthers Wroclaw   | 62:12          | Fehervar Enthroners  |
| 27. Juli 2024 | Eastern   | Ergo Arena, Wr. Neustadt            | Vienna Vikings     | 62:23          | Prague Lions         |
| 27. Juli 2024 | Central   | Estadi Municipal de Badalona        | Barcelona Dragons  | 07:71          | Stuttgart Surge      |
| 27. Juli 2024 | Western   | Estadio Vallehermoso, Madrid        | Madrid Bravos      | 37:00          | Cologne Centurions   |
| 28. Juli 2024 | Central   | Uhlsport Park, Unterhaching         | Munich Ravens      | 69:30          | Milano Seamen        |
| 28. Juli 2024 | Central   | Tivoli Stadion Tirol, Innsbruck     | Raiders Tirol      | 42:28          | Helvetic Mercenaries |
| 28. Juli 2024 | Western   | Schauinsland-Reisen-Arena, Duisburg | Rhein Fire         | 38:60          | Paris Musketeers     |
| 28. Juli 2024 | Western   | Heinz-von-Heiden-Arena, Hannover    | Hamburg Sea Devils | 23:40          | Frankfurt Galaxy     |
| Spielfrei     | Spielfrei | Berlin Thunder                      | Berlin Thunder     | Berlin Thunder | Berlin Thunder       |

| Woche 11       | Woche 11  | Woche 11                                                                            | Woche 11                                                                            | Woche 11                                                                            | Woche 11                                                                            |
| Datum          | Conf.     | Stadion                                                                             | Heimteam                                                                            | Erg.                                                                                | Auswärtsteam                                                                        |
| -------------- | --------- | ----------------------------------------------------------------------------------- | ----------------------------------------------------------------------------------- | ----------------------------------------------------------------------------------- | ----------------------------------------------------------------------------------- |
| 3. August 2024 | IC        | Sportzentrum Kleinfeld, Kriens                                                      | Helvetic Mercenaries                                                                | 03:49                                                                               | Vienna Vikings                                                                      |
| 3. August 2024 | Western   | Estadio Vallehermoso, Madrid                                                        | Madrid Bravos                                                                       | 52:90                                                                               | Hamburg Sea Devils                                                                  |
| 3. August 2024 | Central   | Velodromo Maspes-Vigorelli, Mailand                                                 | Milano Seamen                                                                       | 18:51                                                                               | Stuttgart Surge                                                                     |
| 4. August 2024 | Western   | Südstadion, Köln                                                                    | Cologne Centurions                                                                  | 43:37                                                                               | Frankfurt Galaxy                                                                    |
| 4. August 2024 | IC        | Friedrich-Ludwig-Jahn-Sportpark, Berlin                                             | Berlin Thunder                                                                      | 37:40                                                                               | Paris Musketeers                                                                    |
| 4. August 2024 | IC        | Atletický stadion Slavia Praha, Prag                                                | Prague Lions                                                                        | 14:47                                                                               | Munich Ravens                                                                       |
| Spielfrei      | Spielfrei | Barcelona Dragons, Fehervar Enthroners, Panthers Wroclaw, Raiders Tirol, Rhein Fire | Barcelona Dragons, Fehervar Enthroners, Panthers Wroclaw, Raiders Tirol, Rhein Fire | Barcelona Dragons, Fehervar Enthroners, Panthers Wroclaw, Raiders Tirol, Rhein Fire | Barcelona Dragons, Fehervar Enthroners, Panthers Wroclaw, Raiders Tirol, Rhein Fire |

| Woche 12        | Woche 12  | Woche 12                                            | Woche 12                                            | Woche 12                                            | Woche 12                                            |
| Datum           | Conf.     | Stadion                                             | Heimteam                                            | Erg.                                                | Auswärtsteam                                        |
| --------------- | --------- | --------------------------------------------------- | --------------------------------------------------- | --------------------------------------------------- | --------------------------------------------------- |
| 10. August 2024 | Eastern   | First Field, Székesfehervar                         | Fehervar Enthroners                                 | 06:90                                               | Prague Lions                                        |
| 10. August 2024 | Western   | PSD Bank Arena, Frankfurt                           | Frankfurt Galaxy                                    | 37:20                                               | Madrid Bravos                                       |
| 11. August 2024 | Central   | Gazi-Stadion auf der Waldau, Stuttgart              | Stuttgart Surge                                     | 42:45                                               | Raiders Tirol                                       |
| 11. August 2024 | Central   | Uhlsport Park, Unterhaching                         | Munich Ravens                                       | 90:00                                               | Barcelona Dragons                                   |
| 11. August 2024 | Western   | Südstadion, Köln                                    | Cologne Centurions                                  | 07:57                                               | Paris Musketeers                                    |
| 11. August 2024 | Western   | Schauinsland-Reisen-Arena, Duisburg                 | Rhein Fire                                          | 51:20                                               | Hamburg Sea Devils                                  |
| 11. August 2024 | Eastern   | Friedrich-Ludwig-Jahn-Sportpark, Berlin             | Berlin Thunder                                      | 36:34 *                                             | Panthers Wroclaw                                    |
| Spielfrei       | Spielfrei | Helvetic Mercenaries, Milano Seamen, Vienna Vikings | Helvetic Mercenaries, Milano Seamen, Vienna Vikings | Helvetic Mercenaries, Milano Seamen, Vienna Vikings | Helvetic Mercenaries, Milano Seamen, Vienna Vikings |

| Woche 13        | Woche 13  | Woche 13                               | Woche 13             | Woche 13     | Woche 13            |
| Datum           | Conf.     | Stadion                                | Heimteam             | Erg.         | Auswärtsteam        |
| --------------- | --------- | -------------------------------------- | -------------------- | ------------ | ------------------- |
| 17. August 2024 | Western   | Stade Jean-Bouin, Paris                | Paris Musketeers     | 15:12 *      | Madrid Bravos       |
| 17. August 2024 | Central   | Tivoli Stadion Tirol, Innsbruck        | Raiders Tirol        | 30:00        | Milano Seamen       |
| 17. August 2024 | Central   | Sportzentrum Kleinfeld, Kriens         | Helvetic Mercenaries | 13:38        | Munich Ravens       |
| 17. August 2024 | Eastern   | Ergo Arena, Wr. Neustadt               | Vienna Vikings       | 46:00        | Fehervar Enthroners |
| 18. August 2024 | Central   | Gazi-Stadion auf der Waldau, Stuttgart | Stuttgart Surge      | 56:00        | Barcelona Dragons   |
| 18. August 2024 | IC        | Stadion Olimpijski, Wrocław            | Panthers Wroclaw     | 54:19        | Frankfurt Galaxy    |
| 18. August 2024 | IC        | Schauinsland-Reisen-Arena, Duisburg    | Rhein Fire           | 47:14        | Berlin Thunder      |
| 18. August 2024 | Western   | Eilenriedestadion, Hannover            | Hamburg Sea Devils   | 23:30        | Cologne Centurions  |
| Spielfrei       | Spielfrei | Prague Lions                           | Prague Lions         | Prague Lions | Prague Lions        |

| Woche 14        | Woche 14  | Woche 14                                   | Woche 14                                   | Woche 14                                   | Woche 14                                   |
| Datum           | Conf.     | Stadion                                    | Heimteam                                   | Erg.                                       | Auswärtsteam                               |
| --------------- | --------- | ------------------------------------------ | ------------------------------------------ | ------------------------------------------ | ------------------------------------------ |
| 24. August 2024 | IC        | First Field, Székesfehervar                | Fehervar Enthroners                        | 28:51                                      | Cologne Centurions                         |
| 24. August 2024 | Western   | Stadion Šubićevac, Šibenik                 | Hamburg Sea Devils                         | 13:63                                      | Madrid Bravos                              |
| 24. August 2024 | Central   | Sportzentrum Kleinfeld, Kriens             | Helvetic Mercenaries                       | 07:61                                      | Stuttgart Surge                            |
| 24. August 2024 | Central   | Velodromo Maspes-Vigorelli, Mailand        | Milano Seamen                              | 57:36                                      | Barcelona Dragons                          |
| 25. August 2024 | Eastern   | Atletický stadion Slavia Praha, Prag       | Prague Lions                               | 07:17                                      | Panthers Wroclaw                           |
| 25. August 2024 | Western   | PSD Bank Arena, Frankfurt                  | Frankfurt Galaxy                           | 10:44                                      | Paris Musketeers                           |
| 25. August 2024 | Central   | Uhlsport Park, Unterhaching                | Munich Ravens                              | 30:30                                      | Raiders Tirol                              |
| Spielfrei       | Spielfrei | Berlin Thunder, Rhein Fire, Vienna Vikings | Berlin Thunder, Rhein Fire, Vienna Vikings | Berlin Thunder, Rhein Fire, Vienna Vikings | Berlin Thunder, Rhein Fire, Vienna Vikings |

### Tabellen
| Central Conference   | Central Conference | Central Conference | Central Conference | Central Conference | Central Conference | Central Conference | Central Conference | Central Conference |
| Team                 | S                  | N                  | SQ                 | P+                 | P−                 | Diff               | CONF               | Serie              |
| -------------------- | ------------------ | ------------------ | ------------------ | ------------------ | ------------------ | ------------------ | ------------------ | ------------------ |
| Stuttgart Surge      | 11                 | 1                  | 0,917              | 565                | 179                | +386               | 9:1                | 2S                 |
| Munich Ravens        | 9                  | 3                  | 0,750              | 534                | 191                | +343               | 7:3                | 7S                 |
| Raiders Tirol        | 8                  | 4                  | 0,667              | 359                | 227                | +132               | 8:2                | 1N                 |
| Milano Seamen        | 4                  | 8                  | 0,333              | 208                | 402                | −194               | 3:7                | 1S                 |
| Barcelona Dragons    | 2                  | 10                 | 0,167              | 117                | 577                | −460               | 2:8                | 8N                 |
| Helvetic Mercenaries | 1                  | 11                 | 0,083              | 185                | 438                | −253               | 1:9                | 6N                 |

| Eastern Conference  | Eastern Conference | Eastern Conference | Eastern Conference | Eastern Conference | Eastern Conference | Eastern Conference | Eastern Conference | Eastern Conference |
| Team                | S                  | N                  | SQ                 | P+                 | P−                 | Diff               | CONF               | Serie              |
| ------------------- | ------------------ | ------------------ | ------------------ | ------------------ | ------------------ | ------------------ | ------------------ | ------------------ |
| Vienna Vikings      | 12                 | 0                  | 1,000              | 457                | 179                | +278               | 8:0                | 12S                |
| Panthers Wrocław    | 6                  | 6                  | 0,500              | 356                | 285                | 0+71               | 4:4                | 02S                |
| Berlin Thunder      | 5                  | 7                  | 0,417              | 378                | 318                | 0+60               | 5:3                | 01N                |
| Fehérvár Enthroners | 2                  | 10                 | 0,167              | 168                | 428                | −260               | 1:7                | 04N                |
| Prague Lions        | 1                  | 11                 | 0,083              | 134                | 417                | −283               | 1:7                | 01N                |

| Western Conference | Western Conference | Western Conference | Western Conference | Western Conference | Western Conference | Western Conference | Western Conference | Western Conference |
| Team               | S                  | N                  | SQ                 | P+                 | P−                 | Diff               | CONF               | Serie              |
| ------------------ | ------------------ | ------------------ | ------------------ | ------------------ | ------------------ | ------------------ | ------------------ | ------------------ |
| Rhein Fire         | 11                 | 1                  | 0,917              | 476                | 174                | +302               | 9:1                | 9S                 |
| Paris Musketeers   | 10                 | 2                  | 0,833              | 407                | 242                | +165               | 8:2                | 4S                 |
| Madrid Bravos      | 8                  | 4                  | 0,667              | 411                | 204                | +207               | 6:4                | 1S                 |
| Cologne Centurions | 6                  | 6                  | 0,500              | 309                | 444                | –135               | 4:6                | 2S                 |
| Frankfurt Galaxy   | 4                  | 8                  | 0,333              | 285                | 397                | –112               | 3:7                | 2N                 |
| Hamburg Sea Devils | 2                  | 10                 | 0,167              | 226                | 473                | –247               | 0:10               | 9N                 |

| Liga              | Liga                   | Liga              | Liga              | Liga              | Liga              | Liga              | Liga              | Liga              |
| Pl                | Team                   | Conf              | S                 | N                 | SQ                | P+                | P−                | Diff              |
| Conference Sieger | Conference Sieger      | Conference Sieger | Conference Sieger | Conference Sieger | Conference Sieger | Conference Sieger | Conference Sieger | Conference Sieger |
| ----------------- | ---------------------- | ----------------- | ----------------- | ----------------- | ----------------- | ----------------- | ----------------- | ----------------- |
| 1                 | Vienna Vikings         | Eastern           | 12                | 0                 | 1,000             | 457               | 179               | +278              |
| 2                 | Stuttgart Surge        | Central           | 11                | 01                | 0,917             | 565               | 179               | +386              |
| 3                 | Rhein Fire             | Western           | 11                | 01                | 0,917             | 476               | 174               | +302              |
| Wild Cards        |                        |                   |                   |                   |                   |                   |                   |                   |
| 4                 | Paris Musketeers       | Western           | 10                | 02                | 0,833             | 407               | 242               | +165              |
| 5                 | Munich Ravens          | Central           | 09                | 03                | 0,750             | 534               | 191               | +343              |
| 6                 | Madrid Bravos a        | Western           | 08                | 04                | 0,667             | 411               | 204               | +207              |
| Platzierungen     |                        |                   |                   |                   |                   |                   |                   |                   |
| 7                 | Raiders Tirol a        | Central           | 08                | 04                | 0,667             | 359               | 227               | +132              |
| 8                 | Panthers Wrocław b     | Eastern           | 06                | 06                | 0,500             | 356               | 285               | 0+71              |
| 9                 | Cologne Centurions b   | Western           | 06                | 06                | 0,500             | 309               | 444               | –135              |
| 10                | Berlin Thunder         | Eastern           | 05                | 07                | 0,417             | 378               | 318               | 0+60              |
| 11                | Frankfurt Galaxy c     | Western           | 04                | 08                | 0,333             | 285               | 397               | –112              |
| 12                | Milano Seamen c        | Central           | 04                | 08                | 0,333             | 208               | 402               | −194              |
| 13                | Hamburg Sea Devils d   | Western           | 02                | 10                | 0,167             | 226               | 473               | –247              |
| 14                | Fehérvár Enthroners d  | Eastern           | 02                | 10                | 0,167             | 168               | 428               | −260              |
| 15                | Barcelona Dragons d    | Central           | 02                | 10                | 0,167             | 117               | 577               | −460              |
| 16                | Helvetic Mercenaries e | Central           | 01                | 11                | 0,083             | 185               | 438               | −253              |
| 17                | Prague Lions e         | Eastern           | 01                | 11                | 0,083             | 134               | 417               | −283              |

Legende:
Sieger der Conference und Qualifikation für Play-offs.
Qualifikation für Play-offs (Wild Card).
Abkürzungen:
Siege, Niederlagen, SQ Siegquote, P+ erzielte Punkte, P− gegnerische Punkte, Diff Punktdifferenz, CONF Sieg-Niederlagen-Verhältnis innerhalb der Conference, Serie Gewonnene/verlorene Spiele in Folge.
Tie-Break-Regeln:
Bei gleicher Anzahl an Siegen eines oder mehrerer Teams entscheidet: Direkter Vergleich, Punktdifferenz bzw. erzielte Punkte bzw. erzielte Punkte bei Auswärtsspielen im direkten Vergleich; Punktdifferenz bzw. erzielte Punkte bzw. erzielte Punkte bei Auswärtsspielen; Münzwurf.

## Play-offs
| Wildcard 31. August/1. September 2024 | Wildcard 31. August/1. September 2024 | Wildcard 31. August/1. September 2024 |    |  | Semi Finale 7./8. September 2024 | Semi Finale 7./8. September 2024 | Semi Finale 7./8. September 2024 |  |   | Championship Game 22. September 2024 | Championship Game 22. September 2024 | Championship Game 22. September 2024 |
|                                       |                                       |                                       |    |  |                                  |                                  |                                  |  |   |                                      |                                      |                                      |
|                                       |                                       |                                       |    |  | 1                                | Vienna Vikings                   | 47                               |  |   |                                      |                                      |                                      |
| 4                                     | Paris Musketeers                      | 40                                    |    |  | 4                                | Paris Musketeers                 | 31                               |  |   |                                      |                                      |                                      |
| 5                                     | Munich Ravens                         | 37                                    |    |  |                                  |                                  |                                  |  |   |                                      |                                      |                                      |
|                                       |                                       |                                       |    |  |                                  |                                  |                                  |  | 1 | Vienna Vikings                       | 20                                   |                                      |
|                                       | 3                                     | Rhein Fire                            | 51 |  |                                  |                                  |                                  |  |   |                                      |                                      |                                      |
| 3                                     | Rhein Fire                            | 40                                    |    |  |                                  |                                  |                                  |  |   |                                      |                                      |                                      |
| 6                                     | Madrid Bravos⁠                         | 10                                    |    |  | 2                                | Stuttgart Surge                  | 23                               |  |   |                                      |                                      |                                      |
|                                       |                                       |                                       |    |  | 3                                | Rhein Fire                       | 29                               |  |   |                                      |                                      |                                      |

### Wildcard-Runde
|                         |                                               |  | Wildcard-Game 1  |                           |               |  |                                   |
|                         | Valenciennes 31. August 2024 15:15 Uhr (MESZ) |  | Paris Musketeers | \| \| 40 : 37 \| \| \| \| | Munich Ravens |  | Stade du Hainaut Zuschauer: 3.000 |
| (6:7, 13:7, 8:16, 13:7) | Valenciennes 31. August 2024 15:15 Uhr (MESZ) |  | Paris Musketeers |                           | Munich Ravens |  | Stade du Hainaut Zuschauer: 3.000 |
|                         | 40 : 37                                       |  |                  |                           |               |  |                                   |
|                         |                                               |  |                  |                           |               |  |                                   |

|                        |                                             |  | Wildcard-Game 2 |                           |               |  |                                            |
|                        | Duisburg 1. September 2024 15:15 Uhr (MESZ) |  | Rhein Fire      | \| \| 40 : 10 \| \| \| \| | Madrid Bravos |  | Schauinsland-Reisen-Arena Zuschauer: 7.149 |
| (20:3, 7:7, 13:0, 0:0) | Duisburg 1. September 2024 15:15 Uhr (MESZ) |  | Rhein Fire      |                           | Madrid Bravos |  | Schauinsland-Reisen-Arena Zuschauer: 7.149 |
|                        | 40 : 10                                     |  |                 |                           |               |  |                                            |
|                        |                                             |  |                 |                           |               |  |                                            |

### Halbfinale
|                          |                                         |  | Halbfinale 1   |                           |                  |  |                                  |
|                          | Wien 7. September 2024 15:15 Uhr (MESZ) |  | Vienna Vikings | \| \| 47 : 31 \| \| \| \| | Paris Musketeers |  | Generali Arena Zuschauer: 10.981 |
| (7:6, 14:0, 13:18, 13:7) | Wien 7. September 2024 15:15 Uhr (MESZ) |  | Vienna Vikings |                           | Paris Musketeers |  | Generali Arena Zuschauer: 10.981 |
|                          | 47 : 31                                 |  |                |                           |                  |  |                                  |
|                          |                                         |  |                |                           |                  |  |                                  |

|                                |                                              |  | Halbfinale 2    |                           |            |  |                                              |
|                                | Stuttgart 8. September 2024 15:15 Uhr (MESZ) |  | Stuttgart Surge | \| \| 23 : 29 \| \| \| \| | Rhein Fire |  | Gazi-Stadion auf der Waldau Zuschauer: 5.527 |
| (13:7, 7:6, 0:0, 3:10) OT: 0:6 | Stuttgart 8. September 2024 15:15 Uhr (MESZ) |  | Stuttgart Surge |                           | Rhein Fire |  | Gazi-Stadion auf der Waldau Zuschauer: 5.527 |
|                                | 23 : 29                                      |  |                 |                           |            |  |                                              |
|                                |                                              |  |                 |                           |            |  |                                              |

### Championship Game
|                        |                                            |  | ELF Championship Game 2024 |                           |            |  |                                 |
|                        | Gelsenkirchen 22. September 2024 15:30 Uhr |  | Vienna Vikings             | \| \| 20 : 51 \| \| \| \| | Rhein Fire |  | Veltins-Arena Zuschauer: 41.364 |
| (6:7, 7:23, 0:7, 7:14) | Gelsenkirchen 22. September 2024 15:30 Uhr |  | Vienna Vikings             |                           | Rhein Fire |  | Veltins-Arena Zuschauer: 41.364 |
|                        | 20 : 51                                    |  |                            |                           |            |  |                                 |
|                        |                                            |  |                            |                           |            |  |                                 |

## Statistiken und Auszeichnungen

### MVP of the Week
| Woche | Spieler              | Position         | Team                 |
| ----- | -------------------- | ---------------- | -------------------- |
| 1     | Steven Duncan        | Quarterback      | Panthers Wrocław     |
| 2     | Austin Mitchell      | Wide Receiver    | Paris Musketeers     |
| 3     | William Patterson    | Wide Receiver    | Madrid Bravos        |
| 4     | Jakob Neugebauer     | Wide Receiver    | Hamburg Sea Devils   |
| 5     | Glen Toonga          | Runningback      | Rhein Fire           |
| 6     | Tobias Bonatti       | Runningback      | Raiders Tirol        |
| 7     | Zach Edwards         | Quarterback      | Paris Musketeers     |
| 8     | Carlton Aiken Jr.    | Quarterback      | Helvetic Mercenaries |
| 9     | Hugo Klages          | Defensive Tackle | Rhein Fire           |
| 10    | Malik Stanley        | Wide Receiver    | Munich Ravens        |
| 11    | Carlos Hill          | Wide Receiver    | Cologne Centurions   |
| 12    | Aleksandar Borković  | Defensive Back   | Prague Lions         |
| 13    | Glen Toonga          | Runningback      | Rhein Fire           |
| 14    | Juan Flores-Calderón | Wide Receiver    | Milano Seamen        |
| WC    | Harlan Kwofie        | Wide Receiver    | Rhein Fire           |
| HF    |                      |                  |                      |
| CG    | Jadrian Clark        | Quarterback      | Rhein Fire           |

### Zuschauerzahlen
| Team                 |         | Reguläre Saison | Reguläre Saison                 | Reguläre Saison                 | Reguläre Saison                 | Reguläre Saison                 | Reguläre Saison                 | Reguläre Saison                 | Reguläre Saison                 | Reguläre Saison                 | Reguläre Saison                 | Reguläre Saison                 | Reguläre Saison                 | Reguläre Saison                 | Reguläre Saison                 | Reguläre Saison                 | Reguläre Saison |            | Play-offs | Play-offs | Play-offs |
| Team                 | Schnitt |                 | Heimspiele im Einzelnen (Woche) | Heimspiele im Einzelnen (Woche) | Heimspiele im Einzelnen (Woche) | Heimspiele im Einzelnen (Woche) | Heimspiele im Einzelnen (Woche) | Heimspiele im Einzelnen (Woche) | Heimspiele im Einzelnen (Woche) | Heimspiele im Einzelnen (Woche) | Heimspiele im Einzelnen (Woche) | Heimspiele im Einzelnen (Woche) | Heimspiele im Einzelnen (Woche) | Heimspiele im Einzelnen (Woche) | Heimspiele im Einzelnen (Woche) | Heimspiele im Einzelnen (Woche) | Wildcard        | Halbfinale | Finale    |           |           |
| Team                 |         | 1               | 2                               | 3                               | 4                               | 5                               | 6                               | 7                               | 8                               | 9                               | 10                              | 11                              | 12                              | 13                              | 14                              |                                 |                 |            |           |           |           |
| -------------------- | ------- | --------------- | ------------------------------- | ------------------------------- | ------------------------------- | ------------------------------- | ------------------------------- | ------------------------------- | ------------------------------- | ------------------------------- | ------------------------------- | ------------------------------- | ------------------------------- | ------------------------------- | ------------------------------- | ------------------------------- | --------------- | ---------- | --------- | --------- | --------- |
| Barcelona Dragons    |         | 921             |                                 | –                               | –                               | 1.122                           | 500                             | 550                             | –                               | 750                             | 1.918                           | –                               | 684                             | –                               | –                               | –                               | –               |            | –         | –         | 41.364    |
| Berlin Thunder       | 3.456   | –               | 2.500                           | 4.296                           | –                               | 4.759                           | –                               | –                               | –                               | 3.740                           | –                               | 2.710                           | 2.731                           | –                               | –                               | –                               | –               |            |           |           | 41.364    |
| Cologne Centurions   | 2.824   | 8.442           | 2.257                           | –                               | 1.798                           | –                               | –                               | –                               | –                               | 2.198                           | –                               | 1.501                           | 748                             | –                               | –                               | –                               | –               |            |           |           | 41.364    |
| Fehérvár Enthroners  | 1.550   | 1.500           | –                               | –                               | –                               | 2.000                           | –                               | 1.200                           | –                               | 1.800                           | –                               | –                               | 1.600                           | –                               | 1.200                           | –                               | –               |            |           |           | 41.364    |
| Frankfurt Galaxy     | 7.098   | –               | 13.586                          | –                               | 5.297                           | –                               | 5.862                           | –                               | 5.594                           | –                               | –                               | –                               | 5.222                           | –                               | 7.025                           | –                               | –               |            |           |           | 41.364    |
| Hamburg Sea Devils   | 9.277   | –               | 13.834                          | –                               | 3.104                           | –                               | –                               | –                               | 25.366                          | –                               | 8.348                           | –                               | –                               | 2.479                           | 2.532                           | –                               | –               |            |           |           | 41.364    |
| Helvetic Mercenaries | 1.028   | 1.250           | –                               | –                               | –                               | 1.000                           | –                               | 753                             | –                               | –                               | –                               | 1.205                           | –                               | 946                             | 1.011                           | –                               | –               |            |           |           | 41.364    |
| Madrid Bravos        | 1.393   | –               | 2.071                           | –                               | –                               | –                               | 1.946                           | 1.102                           | –                               | 983                             | 954                             | 1.304                           | –                               | –                               | –                               | –                               | –               |            |           |           | 41.364    |
| Milano Seamen        | 824     | 1.500           | 650                             | 1.000                           | –                               | –                               | 500                             | –                               | –                               | –                               | –                               | 644                             | –                               | –                               | 650                             | –                               | –               |            |           |           | 41.364    |
| Munich Ravens        | 5.035   | –               | –                               | 3.944                           | –                               | 10.822                          | –                               | –                               | –                               | 3.327                           | 3.617                           | –                               | 3.488                           | –                               | 5.012                           | –                               | –               |            |           |           | 41.364    |
| Panthers Wrocław     | 5.992   | 15.128          | 4.324                           | 4.658                           | –                               | –                               | –                               | 4.447                           | –                               | –                               | 2.346                           | –                               | –                               | 5.049                           | –                               | –                               | –               |            |           |           | 41.364    |
| Paris Musketeers     | 3.389   | –               | –                               | 4.523                           | 3.000                           | –                               | 3.500                           | 3.500                           | 3.200                           | –                               | –                               | –                               | –                               | 3.000                           | –                               | 3.000                           | –               |            |           |           | 41.364    |
| Prague Lions         | 638     | 1.075           | –                               | –                               | –                               | 752                             | 467                             | –                               | 647                             | –                               | –                               | 419                             | –                               | –                               | 470                             | –                               | –               |            |           |           | 41.364    |
| Raiders Tirol        | 3.370   | –               | –                               | –                               | 4.011                           | –                               | 2.939                           | 3.624                           | 3.112                           | –                               | 2.721                           | –                               | –                               | 3.815                           | –                               | –                               | –               |            |           |           | 41.364    |
| Rhein Fire           | 10.786  | –               | –                               | 8.146                           | –                               | –                               | –                               | 13.097                          | –                               | 13.473                          | 10.324                          | –                               | 10.734                          | 12.580                          | –                               | 7.149                           | –               |            |           |           | 41.364    |
| Stuttgart Surge      | 4.433   | 8.432           | –                               | –                               | 2.970                           | –                               | 3.207                           | –                               | –                               | 4.023                           | –                               | –                               | 4.028                           | 2.846                           | –                               | –                               | 5.527           |            |           |           | 41.364    |
| Vienna Vikings       | 6.168   | –               | 10.919                          | –                               | 9.014                           | –                               | 2.795                           | –                               | 3.007                           | –                               | 3.274                           | –                               | –                               | 3.189                           | –                               | –                               | 10.981          |            |           |           | 41.364    |
|                      |         |                 |                                 |                                 |                                 |                                 |                                 |                                 |                                 |                                 |                                 |                                 |                                 |                                 |                                 |                                 |                 |            |           |           |           |
| Schnitt              | 4.441   | 5.332           | 6.268                           | 3.956                           | 3.712                           | 3.314                           | 2.652                           | 3.559                           | 6.121                           | 4.221                           | 4.034                           | 1.297                           | 4.079                           | 4.238                           | 2.557                           | 5.075                           | 8.254           | 41.364     |           |           |           |
| Summe                | 475.238 | 37.327          | 50.141                          | 27.689                          | 29.694                          | 19.883                          | 21.216                          | 28.473                          | 42.844                          | 29.544                          | 32.268                          | 7.783                           | 28.551                          | 33.904                          | 17.900                          | 10.149                          | 16.508          | 41.364     |           |           |           |

### Übertragungen
Wie in den Vorjahren wurde der ELF Gamepass angeboten. Über diesen wurden alle Spiele weltweit live, relive und als Highlightzusammenfassung angeboten. Neu war die ELF Zone, eine Konferenz aller laufender Spiele.
| Woche              | Datum              | Begegnung                              | Einschaltquote    | Sender         |
| ------------------ | ------------------ | -------------------------------------- | ----------------- | -------------- |
| 1.                 | 26.05.2024         | Cologne Centurions – Rhein Fire        |                   | ProSieben Maxx |
| 1.                 | 26.05.2024         | Stuttgart Surge – Munich Ravens        |                   | ProSieben Maxx |
| 2.                 | 02.06.2024         | Hamburg Sea Devils – Paris Musketeers  | 0,06 Mio. (0,5 %) | ProSieben Maxx |
| 2.                 | 02.06.2024         | Frankfurt Galaxy – Rhein Fire          | 0,17 Mio. (1,4 %) | ProSieben Maxx |
| 3.                 | 09.06.2024         | Berlin Thunder – Fehervar Enthroners   | 0,05 Mio. (0,6 %) | ProSieben Maxx |
| 3.                 | 09.06.2024         | Munich Ravens – Prague Lions           | 0,09 Mio. (0,7 %) | ProSieben Maxx |
| 4.                 | 16.06.2024         | Frankfurt Galaxy – Panthers Wrocław    |                   | ProSieben Maxx |
| 4.                 | 16.06.2024         | Raiders Tirol – Munich Ravens          |                   | ProSieben Maxx |
| 5.                 | 22.06.2024         | Munich Ravens – Stuttgart Surge        | 0,05 Mio. (0,3 %) | ProSieben Maxx |
| 5.                 | 23.06.2024         | Berlin Thunder – Rhein Fire            |                   | ProSieben Maxx |
| 6.                 | 30.06.2024         | Stuttgart Surge – Helvetic Mercenaries | 0,08 Mio.         | ProSieben Maxx |
| 6.                 | 30.06.2024         | Frankfurt Galaxy – Hamburg Sea Devils  | 0,08 Mio.         | ProSieben Maxx |
| 7.                 | 07.07.2024         | Paris Musketeers – Hamburg Sea Devils  | 0,08 Mio.         | ProSieben Maxx |
| 7.                 | 07.07.2024         | Rhein Fire – Cologne Centurions        | 0,12 Mio.         | ProSieben Maxx |
| 8.                 | 13.07.2024         | Frankfurt Galaxy – Cologne Centurions  | 0,08 Mio. (0,4 %) | ProSieben Maxx |
| 8.                 | 14.07.2024         | Paris Musketeers – Berlin Thunder      |                   | ProSieben Maxx |
| 8.                 | 14.07.2024         | Hamburg Sea Devils – Rhein Fire        |                   | ProSieben Maxx |
| 9.                 | 21.07.2024         | Berlin Thunder – Vienna Vikings        |                   | ProSieben Maxx |
| 9.                 | 21.07.2024         | Rhein Fire – Frankfurt Galaxy          |                   | ProSieben Maxx |
| 10.                | 28.07.2024         | Rhein Fire – Paris Musketeers          |                   | ProSieben Maxx |
| 10.                | 28.07.2024         | Hamburg Sea Devils – Frankfurt Galaxy  |                   | ProSieben Maxx |
| 11.                | 04.08.2024         | Cologne Centurions – Frankfurt Galaxy  | 0,04 Mio. (0,3 %) | ProSieben Maxx |
| 11.                | 04.08.2024         | Berlin Thunder – Paris Musketeers      | 0,04 Mio. (0,3 %) | ProSieben Maxx |
| 12.                | 10.08.2024         | Frankfurt Galaxy – Madrid Bravos       |                   | ProSieben Maxx |
| 12.                | 11.08.2024         | Stuttgart Surge – Tirol Raiders        |                   | ProSieben Maxx |
| 12.                | 11.08.2024         | Berlin Thunder – Wroclaw Panthers      |                   | ProSieben Maxx |
| 13.                | 18.08.2024         | Panthers Wroclaw – Frankfurt Galaxy    |                   | ProSieben Maxx |
| 13.                | 18.08.2024         | Rhein Fire – Berlin Thunder            |                   | ProSieben Maxx |
| 14.                | 24.08.2024         | Hamburg Sea Devils – Madrid Bravos     |                   | ProSieben Maxx |
| 14.                | 25.08.2024         | Frankfurt Galaxy – Paris Musketeers    | 0,06 Mio. (0,6 %) | ProSieben Maxx |
| 14.                | 25.08.2024         | Munich Ravens – Tirol Raiders          | 0,09 Mio. (0,6 %) | ProSieben Maxx |
| WC                 | 31.08.2024         | Paris Musketeers – Munich Ravens       |                   | ProSieben Maxx |
| WC                 | 01.09.2024         | Rhein Fire – Madrid Bravos             |                   | ProSieben Maxx |
| SF                 | 07.09.2024         | Vienna Vikings – Paris Musketeers      |                   | ProSieben Maxx |
| SF                 | 08.09.2024         | Stuttgart Surge – Rhein Fire           | 0,21 Mio.         | ProSieben      |
| CG                 | 22.09.2024         | Vienna Vikings – Rhein Fire            | 0,24 Mio. (2,7 %) | ProSieben      |
| Schnitt (gerundet) | Schnitt (gerundet) | Schnitt (gerundet)                     | 0,10 Mio. (0,8 %) |                |
| Summe              | Summe              | Summe                                  | 1,54 Mio.         |                |

### Auszeichnungen
Am 21. September 2024 fanden die ELF Honors statt. Dabei wurden folgende Auszeichnungen vergeben:
| Titel                            | Name                 | Position              | Team                 |
| -------------------------------- | -------------------- | --------------------- | -------------------- |
| Man of Honor                     | Aleksandar Milanovic | Offensive Tackle      | Vienna Vikings       |
| Most Valuable Player             | Glen Toonga          | Runningback           | Rhein Fire           |
| Offensive Player of the Year     | Zach Edwards         | Quarterback           | Paris Musketeers     |
| Defensive Player of the Year     | Kyle Kitchens        | Edge Rusher           | Berlin Thunder       |
| Special Teams Player of the Year | Devan Burrell        | Return Specialist     | Panthers Wrocław     |
| Rookie of the Year               | Milan Spiller        | Wide Receiver         | Helvetic Mercenaries |
| Homegrown of the Year            | Jonathan Falk        | Linebacker            | Helvetic Mercenaries |
| Offensive Rookie of the Year     | Noah Touré           | Wide Receiver         | Vienna Vikings       |
| Defensive Rookie of the Year     | Pierre-Yves Majo     | Defensive Tackle      | Helvetic Mercenaries |
| Coach of the Year                | Chris Calaycay       | Head Coach            | Vienna Vikings       |
| Assistant Coach of the Year      | Richard Kent         | Defensive Coordinator | Rhein Fire           |

### All Stars

#### Erstes Team
| Position                        | Athlet               | Team             |         | Position          | Athlet               | Team                 |
| Offense                         | Offense              | Offense          | Offense | Offense           | Offense              | Offense              |
| ------------------------------- | -------------------- | ---------------- | ------- | ----------------- | -------------------- | -------------------- |
| QB                              | Ben Holmes           | Vienna Vikings   |         | OT                | Aleksandar Milanovic | Vienna Vikings       |
| RB                              | Glen Toonga          | Rhein Fire       | OT      | Arnoud Holierhoek | Rhein Fire           |                      |
| WR                              | Austin Mitchell      | Paris Musketeers | OG      | Nick Wiens        | Rhein Fire           |                      |
| WR                              | Reece Horn           | Vienna Vikings   | OG      | David Rauter      | Vienna Vikings       |                      |
| WR                              | Louis Geyer          | Stuttgart Surge  | C       | David Weinstock   | Rhein Fire           |                      |
| TE                              | Adrià Botella Moreno | Panthers Wrocław |         |                   |                      |                      |
| Defense                         |                      |                  |         |                   |                      |                      |
| DT                              | Mamadou Sy           | Paris Musketeers |         | LB                | Jonathan Falk        | Helvetic Mercenaries |
| DT                              | Hugo Klages          | Rhein Fire       | CB      | Mitch Fettig      | Stuttgart Surge      |                      |
| Edge                            | Kyle Kitchens        | Berlin Thunder   | CB      | Raheem Wilson     | Stuttgart Surge      |                      |
| Edge                            | Stanley Zeregbe      | Paris Musketeers | S       | Omari Williams    | Rhein Fire           |                      |
| LB                              | A. J. Wentland       | Panthers Wrocław | S       | Benjamin Straight | Vienna Vikings       |                      |
| LB                              | Dauson Dales         | Paris Musketeers |         |                   |                      |                      |
| Special Teams                   |                      |                  |         |                   |                      |                      |
| K                               | Lenny Krieg          | Stuttgart Surge  |         | RS                | Devan Burrell        | Panthers Wrocław     |
| P                               | Sebastian van Santen | Rhein Fire       |         |                   |                      |                      |
| Quelle: europeanleague.football |                      |                  |         |                   |                      |                      |

#### Zweites Team
| Position                        | Athlet             | Team                 |         | Position           | Athlet             | Team             |
| Offense                         | Offense            | Offense              | Offense | Offense            | Offense            | Offense          |
| ------------------------------- | ------------------ | -------------------- | ------- | ------------------ | ------------------ | ---------------- |
| QB                              | Zach Edwards       | Paris Musketeers     |         | OT                 | Sven Breidenbach   | Rhein Fire       |
| RB                              | Karri Pajarinen    | Vienna Vikings       | OT      | Jeremy Gasparro    | Paris Musketeers   |                  |
| WR                              | Aaron Jackson      | Berlin Thunder       | OG      | Alessandro Vergani | Stuttgart Surge    |                  |
| WR                              | Markell Castle     | Frankfurt Galaxy     | OG      | Leander Wiegand    | Munich Ravens      |                  |
| WR                              | Noah Touré         | Vienna Vikings       | C       | Lewis Thomas       | Paris Musketeers   |                  |
| TE                              | Florian Bierbaumer | Vienna Vikings       |         |                    |                    |                  |
| Defense                         |                    |                      |         |                    |                    |                  |
| DT                              | William Lydle      | Cologne Centurions   |         | LB                 | Hugo Dyrendahl     | Frankfurt Galaxy |
| DT                              | Pierre-Yves Majo   | Helvetic Mercenaries | CB      | Bijon Harris       | Cologne Centurions |                  |
| Edge                            | Martin Pinter      | Cologne Centurions   | CB      | Macéo Beard        | Paris Musketeers   |                  |
| Edge                            | Aaron Donkor       | Rhein Fire           | S       | Chad Walrond       | Stuttgart Surge    |                  |
| LB                              | Ludvig Myrén       | Berlin Thunder       | S       | Luke Glenna        | Madrid Bravos      |                  |
| LB                              | Marius Kensy       | Rhein Fire           |         |                    |                    |                  |
| Special Teams                   |                    |                      |         |                    |                    |                  |
| K                               | Mathys Dupont      | Paris Musketeers     |         | RS                 | Austin Mitchell    | Paris Musketeers |
| P                               | Rémi Bertellin     | Paris Musketeers     |         |                    |                    |                  |
| Quelle: europeanleague.football |                    |                      |         |                    |                    |                  |